# Сяркяярви
Ся́ркяя́рви (фин. Särkkäjärvi) — озеро на территории Поросозерского сельского поселения Суоярвского района Республики Карелия.

## Общие сведения
Площадь озера — 1,1 км², площадь бассейна — 103 км². Располагается на высоте 174,3 метров над уровнем моря.
Форма озера продолговатая, вытянутая с юго-востока на северо запад. Берега каменисто-песчаные, частично заболоченные.
С севера в озеро втекает безымянная река со стороны озера Айттоярви, после чего вытекает из южной оконечности, направляя свои воды в Койтайоки, протекая через озёра Котаярви и Иткаярви.
В озере расположены около десяти небольших островов без названия, количество которых зависит от уровня воды, и один длинный и узкий, протяжённостью около 1200 м.
Название озера переводится с финского языка как «озеро с отмелью».
Код водного объекта в государственном водном реестре — 01050000111102000011479.